# Aufbau von elektronischen Zigaretten

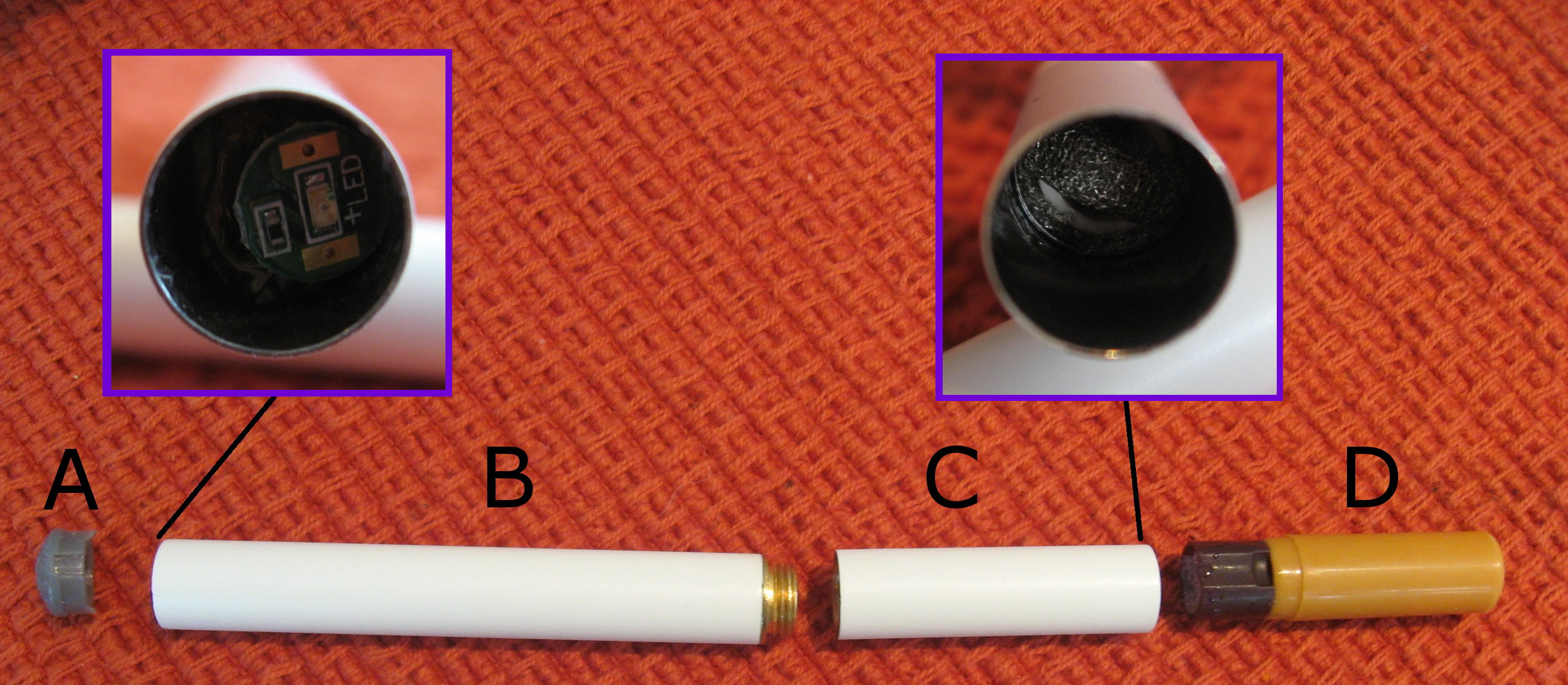

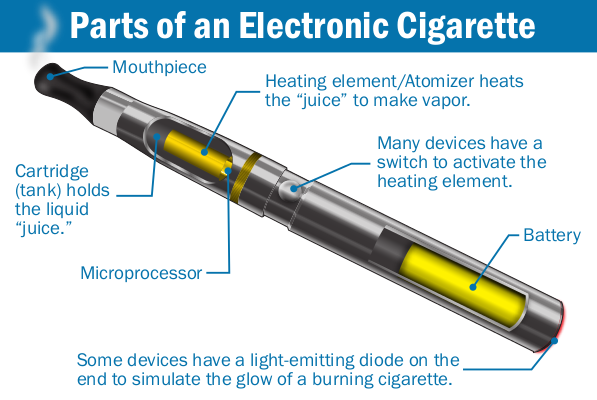

Eine elektronische Zigarette ist ein tragbarer, batteriebetriebener Atomizer, der das Rauchen simuliert, aber ohne Tabakverbrennung. Komponenten einer E-Zigarette umfassen ein Mundstück (Drip Tip), einen Liquidtank (Cartridge), ein Heizelement (Verdampfer), einen Mikroprozessor und einen Akku; einige davon haben einen LED-Indikator am Ende. Ein Verdampfer besteht aus einem kleinen Heizelement oder einem Coil (Spule), der E-Liquid verdampft und ein Dochtmaterial, das E-Liquid auf den Coil zieht. Wenn der Benutzer einatmet, aktiviert ein Flusssensor das Heizelement, das das E-Liquid vernebelt; die meisten Geräte werden manuell durch einen Druckknopf aktiviert. Das E-Liquid erreicht eine Temperatur von ungefähr 100–250 °C (212–482 °F), um einen aerosolisierten Dampf zu erzeugen. Der Benutzer inhaliert ein Aerosol, das allgemein, aber ungenau als Dampf bezeichnet wird, anstatt Zigarettenrauch. Dampfen unterscheidet sich vom Rauchen, aber es gibt einige Ähnlichkeiten, einschließlich der Hand-zu-Mund-Aktion des Rauchens und eines Aerosols, das wie Zigarettenrauch aussieht. Das Aerosol bietet einen Geschmack und ein Gefühl ähnlich dem Tabakrauchen. Es gibt eine Lernkurve, um E-Zigaretten richtig zu verwenden. E-Zigaretten sind zigarettenförmig, und es gibt viele andere Variationen. E-Zigaretten, die wie Stifte oder USB-Speichersticks aussehen, werden auch verkauft, die unauffällig verwendet werden können.
Es gibt drei Haupttypen von E-Zigaretten: Cigalikes, aussehend wie Zigaretten; eGos, größer als Cigalikes mit nachfüllbaren Liquidtanks; und Mods, zusammengesetzt aus Grundteilen oder durch Änderung bestehender Produkte. Cigalikes sind entweder wegwerfbar oder kommen mit wiederaufladbaren Akkus und austauschbaren Nikotinkartuschen. Eine cigalike E-Zigarette enthält einen Cartomizer, der mit einem Akku verbunden ist. Ein „Cartomizer“ (ein Kofferwort aus Liquidtank und Verdampfer) oder „Carto“ besteht aus einem Verdampfer, umgeben von einem in E-liquid getränkten Poly-Schaum, der als Liquidtank dient. Clearomizer oder „Clearos“, nicht unähnlich Cartotanks, verwenden einen klaren Liquidtank, in den ein Verdampfer eingesetzt wird. Ein wiederaufbaubarer Verdampfer oder ein RBA ist ein Verdampfer, der es Benutzern ermöglicht, den Docht und den Coil selbst zusammenzubauen oder „zu bauen“, anstatt sie durch fertige Verdampferköpfe zu ersetzen. Die Stromquelle ist die größte Komponente einer E-Zigarette, die häufig ein wiederaufladbarer Lithium-Ionen-Akku ist.
Da sich die E-Zigaretten-Industrie weiterentwickelt, werden schnell neue Produkte entwickelt und auf den Markt gebracht. E-Zigaretten der ersten Generation tendieren dazu, wie traditionelle Zigaretten auszusehen und werden daher „Cigalikes“ genannt. Die meisten Cigalikes sehen aus wie Zigaretten, aber es gibt einige Variationen in der Größe. E-Geräte der zweiten Generation sind insgesamt größer und sehen weniger wie traditionelle Zigaretten aus. E-Geräte der dritten Generation umfassen mechanische Mods und E-Geräte mit variabler Spannung. Die vierte Generation umfasst Sub-Ohm-Tanks und E-Geräte mit Temperaturregelung. Die Spannung für E-Zigaretten der ersten Generation beträgt etwa 3,7 und E-Zigaretten der zweiten Generation können von 3 V bis 6 V eingestellt werden, während neuere Geräte bis zu 8 V erreichen können. Die neueste Generation von E-Zigaretten sind Pod-Mods, die höhere Nikotinwerte als reguläre E-Zigaretten bieten durch die Produktion von aerosolisiertem protoniertem Nikotin.
E-Liquid ist die Mischung, die in Verdampfungsprodukten wie E-Zigaretten verwendet wird und enthält normalerweise Propylenglykol, Glycerin, Nikotin, Aromen, Zusatzstoffe und unterschiedliche Mengen an Kontaminanten. E-Liquidformulierungen variieren stark aufgrund des schnellen Wachstums und der Änderungen in den Herstellungsdesigns von E-Zigaretten. Die Zusammensetzung des E-Liquids für Zusätze wie Nikotin und Aromen variiert über und innerhalb von Marken. Das E-Liquid besteht typischerweise aus einer kombinierten Gesamtmenge von 95 % Propylenglykol und Glycerin, und die restlichen 5 % sind Aromen, Nikotin und andere Zusatzstoffe. Es gibt E-Liquids ohne Propylenglykol, Nikotin, oder Aromen. Die Aromen können natürlich, künstlich, oder organisch sein. Über 80 Chemikalien wie Formaldehyd und metallische Nanopartikel wurden in dem E-Liquid gefunden. Es gibt viele E-Liquidhersteller in den USA und weltweit, und mehr als 15.500 Aromen existierten im Jahr 2018. Nach den Regeln der US-amerikanischen Food and Drug Administration (FDA) müssen E-Liquid-Hersteller eine Reihe von Herstellungsstandards einhalten. Die Überarbeitung der EU-Tabakproduktrichtlinie hat einige Standards für E-Liquids. Industriestandards wurden erstellt und veröffentlicht von der American E-liquid Manufacturing Standards Association (AEMSA).

## Nutzung

### Funktion

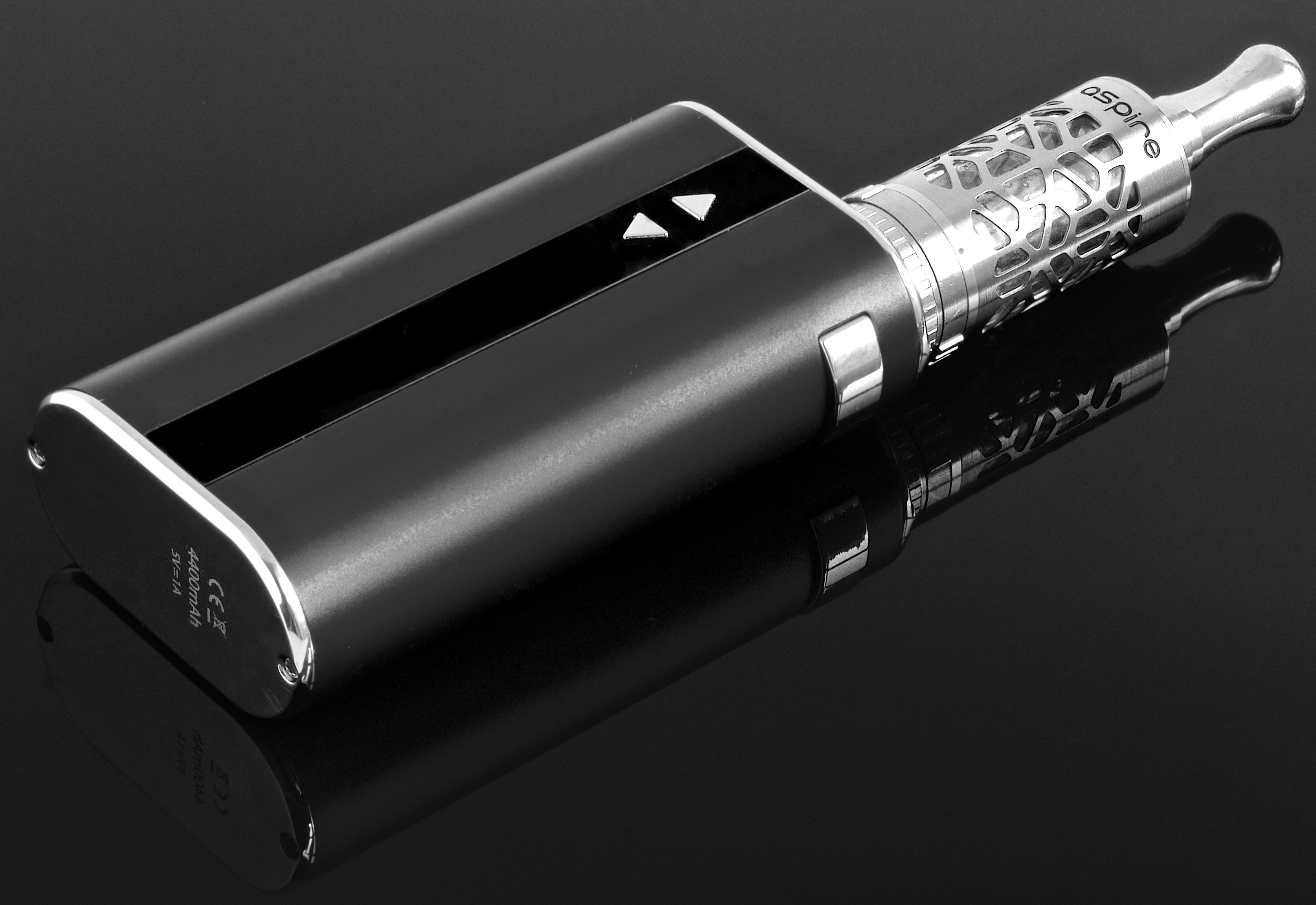

Eine E-Zigarette ist ein tragbarer, akkubetriebener Verdampfer. Sobald der Benutzer einatmet, aktiviert der Luftstrom den Flusssensor und das Heizelement vernebelt das E-Liquid (Flüssigkeitslösung). Unterschiedliche Arten von Auslösesensoren, die verwendet werden, sind akustisch, Druck, Berührung, kapazitiv, optisch, Hall-Effekt oder elektromagnetisches Feld. Die meisten E-Geräte haben einen manuellen Druckknopf zum Ein- und Ausschalten.
Das E-Liquid wird auf etwa 100–250 °C erhitzt, um ein Aerosol zu erzeugen. Geräte mit einstellbarer Spannung können die Temperatur erhöhen. Ein rein glyzerinbasiertes E-Liquid verdampft bei einer höheren Temperatur als eine Propylenglykol-Glyzerin-Flüssigkeit. Zwischen zwei Zügen erzeugen E-Zigaretten erzeugen keinen Dampf.

### Wahrnehmung
E-Zigaretten bieten einen Geschmack und ein Gefühl ähnlich dem Rauchen.
Im Vergleich zu traditionellen Zigaretten ist die Zugzeit einer E-Zigarette länger und erfordert eine kräftigere Saugwirkung. Viele E-Zigaretten-Versionen enthalten eine Leistungssteuerung, um die Menge des erzeugten Dampfs anzupassen. Die Menge des produzierten Dampfs hängt von der Akkuleistung ab, was einige Benutzer dazu veranlasst hat, ihre Geräte entsprechend anzupassen.

## Bauweise

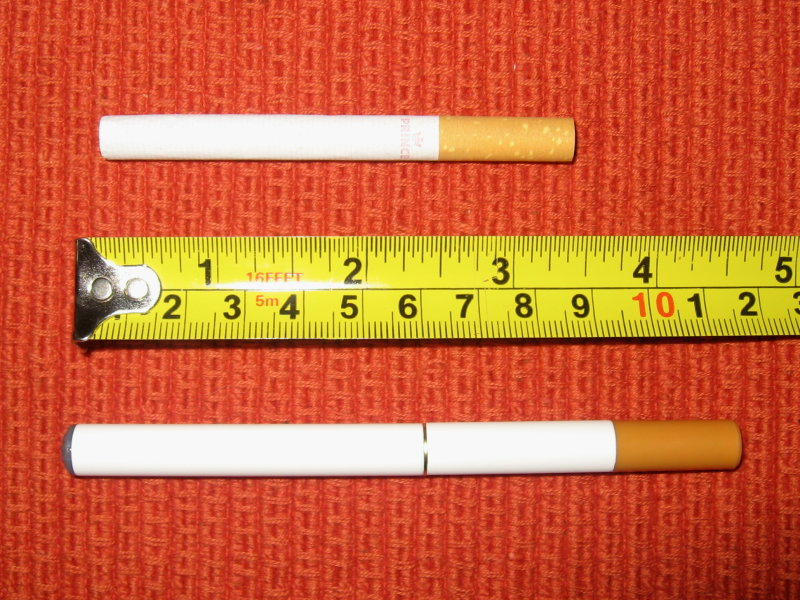

E-Zigaretten sind in vielen Variationen erhältlich, wie zigarettenförmige, stiftförmige und tankförmige Stile. Einige E-Zigaretten sehen aus wie traditionelle Zigaretten, andere jedoch nicht. Es gibt drei Haupttypen von E-Zigaretten: Cigalikes, die wie Zigaretten aussehen; eGos, größer als Cigalikes mit nachfüllbaren E-Liquidtanks; und Mods, die aus Grundteilen zusammengebaut oder durch Modifizierung bestehender Produkte hergestellt werden.
Komponenten der E-Zigarette beinhalten ein Mundstück, eine Patrone (Liquidtank), ein Heizelement/Verdampfer, einen Mikroprozessor, einen Akku und manche haben ein LED-Indikator am Ende. E-Zigaretten werden in Einweg- oder wiederverwendbaren Varianten verkauft. Die meisten Versionen sind wiederverwendbar, obwohl einige Einweg sind. Sie reichen im Preis von unter 10 $ bis über 200 $. Eine Einstiegs-wiederverwendbare E-Zigarette kostet rund 25 $.
Einweg E-Zigaretten werden verworfen, sobald das E-Liquid in dem Liquidtank aufgebraucht ist, während aufladbare E-Zigaretten unbestimmt verwendet werden können. Selbst bei wiederaufladbaren Zigaretten (Pod-basierte Systeme) besteht das Risiko der Verschmutzung. Es gibt einige Überlegungen, wie man verhindern kann, dass Pods in der Umwelt landen (z. B. ein Pfandsystem für E-Zigaretten-Pods), und wir sollten uns daran erinnern, dass Zigarettenkippen derzeit ebenfalls die Umwelt verschmutzen. Ein-Teil-Geräte sind normalerweise Einweg E-Zigaretten.
E-Zigaretten sind typischerweise als ein, zwei, drei oder mehrteilige Stücke konzipiert. Eine Einweg E-Zigarette hält bis zu etwa 400 Züge. Wiederverwendbare E-Zigaretten werden von Hand nachgefüllt oder für vorgefüllte Liquidtanks ausgetauscht, und eine allgemeine Reinigung ist erforderlich. Es gibt eine breite Palette von Einweg- und wiederverwendbaren E-Zigaretten. Einweg E-Zigaretten werden für einige Euro angeboten, und höherpreisige wiederverwendbare E-Zigaretten erfordern eine Anfangsinvestition für ein Starterset. Einige E-Zigaretten haben einen LED-Indikator an der Spitze, um das Glühen von brennendem Tabak nachzuahmen. Der LED-Indikator kann auch den Akkustatus anzeigen. Der LED-Indikator wird im Allgemeinen nicht in persönlichen Vaporizern oder Mods verwendet.
E-Zigaretten der ersten Generation simulierten üblicherweise Rauchinstrumente, wie Zigaretten oder Zigarren, in ihrer Verwendung und Erscheinung. Spätere Generationen von E-Zigaretten, oft als Mods, PVs (Persönliche Verdampfer) oder APVs (Fortgeschrittene Persönliche Verdampfer) bezeichnet, haben eine erhöhte Nikotin-Verteilungsleistung, beherbergen leistungsfähigere Akkus und kommen in verschiedenen Formen wie Metallröhren und -kästen. Sie enthalten Silber, Stahl, Metalle, Keramik, Kunststoffe, Fasern, Aluminium, Gummi und Schaumstoff sowie Lithium-Akkus. Eine wachsende Unterklasse von Vapern, die sogenannten Cloud-Chaser, konfigurieren ihre Verdampfer, um große Mengen Dampf zu produzieren, indem den Coil mit geringem Widerstand verwenden. Diese Praxis ist als Cloud-Chasing bekannt. Viele E-Zigaretten bestehen aus standardisierten austauschbaren Teilen, die zwischen den Marken austauschbar sind. Eine breite Palette von Komponentenkombinationen existiert. Viele E-Zigaretten werden mit einem USB-Ladegerät verkauft. E-Zigaretten, die wie Stifte oder USB-Speichersticks aussehen, werden ebenfalls für diejenigen verkauft, die das Gerät unauffällig verwenden möchten.
Die zunehmende Anzahl neuer Vaping-Produkte kombiniert mit nicht verwandten Funktionen belegt einen klaren Trend zur Anpassung von E-Zigaretten. Erfahrene Benutzer scheinen die E-Zigarette an ihre (Inhalations-)Bedürfnisse anzupassen, was zu E-Zigaretten mit angepasstem Luftzufuhreinlass führt, indem Verdampferköpfe mit unterschiedlich großen Luftlöchern verwendet werden. Dies wird in den neuesten eingeführten Modellen angewendet, die durch einen Druckunterschied aktiviert werden, wenn der Benutzer an der E-Zigarette zieht, um das Drücken eines Knopfes zu vermeiden, um das E-Gerät zu erhitzen. Andere interessante neue E-Zigaretten-ähnliche Geräte bieten kombinierte Funktionen mit anderen elektronischen Produkten, wie z. B. eine Bluetooth-E-Zigarette, die das Dampfen mit Musikhören oder Telefonieren kombiniert, und ein weiteres Gerät, das sowohl als E-Zigarette als auch als Mobiltelefon verwendet werden kann.
Smartphone-Anwendungen wurden eingeführt, die die Anzahl der E-Zigarettenzüge aufzeichnen, Kosteneinsparungen und eine erhöhte Lebenserwartung berechnen und Funktionen wie automatische Abschaltung und Passwortschutzsicherheit bieten. In dieser Linie hat Philip Morris International ein Patent für eine E-Zigarette eingereicht, die WLAN-fähig ist und somit eine Verbindung zu anderen Geräten herstellen könnte. Dieses Gerät könnte potenziell mit einer Smartphone-Anwendung synchronisiert werden, die dazu bestimmt ist, Menschen beim Rauchstopp zu helfen und ihre Fortschritte sorgfältig zu verfolgen. Ein ähnliches Produkt ist das Vaporcade Jupiter, ein „zellulärer Vaporizer“, der ein Smartphone mit einer E-Zigarette kombiniert. Dies ermöglicht dem Benutzer, die Verwendung der E-Zigarette, das verbleibende E-Liquid und den verwendeten Geschmack zu kontrollieren.

## Gerätegenerationen
Da sich die E-Zigarettenindustrie weiterentwickelt, werden schnell neue Produkte entwickelt und auf den Markt gebracht. Die frühen Geräte sahen aus wie traditionelle Zigaretten und beinhalteten oft ein kleines Licht an der Spitze, das leuchtete, wenn der Nutzer zog. Diese frühen Systeme waren generell ineffizient in der Nikotinabgabe, teilweise weil die Partikelgrößen des Aerosols zu groß waren, um tief in die Lungen einzudringen. Neuere Versionen bieten austauschbare oder nachfüllbare Reservoirs und wiederaufladbare Akkus, die kleinere Partikel und eine effizientere Nikotinabgabe erzeugen. Da E-Zigaretten in vielen Ländern nicht reguliert sind, können sich die Gerätedesigns oft ändern. Es gibt große Unterschiede in der Qualität der E-Zigaretten, wie die Luftflussrate, Aerosolproduktion und das Auslaufen von E-Liquid-Kartuschen.

### Erste Generation

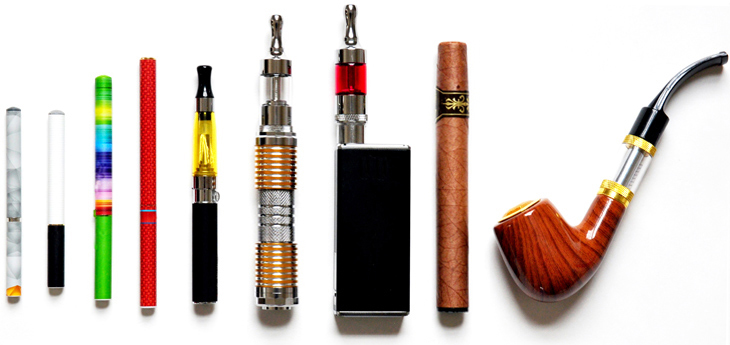

E-Zigaretten der ersten Generation begannen als Patente in den Perioden von 1927–1936 und 1963–1998, wurden aber kommerziell mainstream im Jahr 2003. Sie neigen dazu, wie Tabakzigaretten auszusehen und werden deshalb „Cigalikes“ genannt. Die drei Teile einer Cigalike E-Zigarette waren anfangs eine Kartusche, ein Atomizer und ein Akku. Eine aktuelle Cigalike E-Zigarette enthält einen Cartomizer (Kartuschenatomizer), der mit einem Akku verbunden ist. Die meisten Cigalikes sehen aus wie Zigaretten, aber es gibt einige Variationen in der Größe.
Sie können eine einzelne Einheit sein, bestehend aus einem Akku, Coil und einer mit E-Liquid gesättigten Füllung in einem einzigen Rohr, das verwendet und entsorgt wird, nachdem der Akku oder das E-Liquid aufgebraucht ist. Sie können auch ein wiederverwendbares Gerät sein mit einem Akku und einer Kartusche, genannt Cartomizer. Die Cartomizer-Kartusche kann vom Akku getrennt werden, so dass der Akku aufgeladen und der leere Cartomizer ersetzt werden kann, wenn das E-Liquid ausgeht.
Der Akkuteil kann einen elektronischen Luftflusssensor enthalten, der durch das Ziehen des Atems durch das Gerät ausgelöst wird. Andere Modelle verwenden einen Power-Knopf, der während des Betriebs gehalten werden muss. Eine LED im Power-Knopf oder am Ende des Geräts kann auch anzeigen, wenn das Gerät verdampft.
Das Aufladen erfolgt üblicherweise mit einem USB-Ladegerät, das sich an den Akku anschließt. Einige Hersteller haben auch ein tragbares Ladegerät in Form einer Zigarettenpackung (PCC), welches einen größeren Akku enthält, der in der Lage ist, die individuellen E-Zigaretten-Akkus aufzuladen. Wiederverwendbare Geräte können in einem Kit kommen, das einen Akku, ein Ladegerät und mindestens eine Kartusche enthält. Verschiedene Nikotinkonzentrationen sind verfügbar, und die Nikotinabgabe an den Benutzer variiert auch basierend auf unterschiedlichen Cartomizern, E-Liquid-Mischungen und der vom Akku gelieferten Leistung.
Diese Unterschiede in der Herstellung beeinflussen die Art und Weise, wie E-Zigaretten die flüssige Lösung in ein Aerosol umwandeln, und damit die Mengen der Inhaltsstoffe, die für jedes E-Liquid an den Benutzer und die umgebende Luft abgegeben werden. E-Zigaretten der ersten Generation verwenden niedrigere Spannungen, etwa 3,7 V.

### Zweite Generation

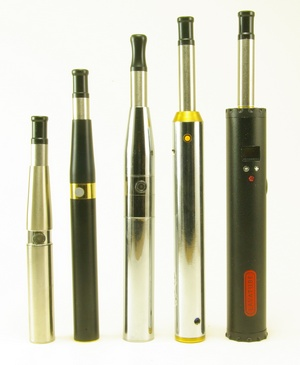

Zweite-Generation-Geräte begannen im Jahr 2013 und werden tendenziell von Menschen mit mehr Erfahrung verwendet. Sie sind insgesamt größer und sehen weniger wie Tabakzigaretten aus. Sie bestehen normalerweise aus zwei Teilen, im Wesentlichen einem Liquidtank und einem separaten Akku. Ihre Akkus haben eine höhere Kapazität und sind nicht entfernbar. Da sie wiederaufladbar sind, verwenden sie ein USB-Ladegerät, das mit einem Gewindeanschluss an den Akku angeschlossen wird. Bestimmte Akkus haben eine „Durchgangs“ -Funktion, sodass sie auch während des Ladens verwendet werden können.
E-Zigaretten der zweiten Generation verwenden häufig einen Tank oder einen „Clearomizer“. Clearomizer-Tanks sind zum Nachfüllen mit E-Liquid gedacht, während Cartomizer nicht nachgefüllt werden. Weil sie nachfüllbar sind und der Akku wiederaufladbar ist, sind ihre Betriebskosten niedriger. Sie können auch Cartomizer verwenden, die nur vorgefüllt sind.
Einige günstigere Akkuteile verwenden ein Mikrofon, das die Turbulenz der durchströmenden Luft erkennt, um das Gerät zu aktivieren, wenn der Benutzer einatmet. Andere Akkus wie der eGo-Stil können einen integrierten Schaltkreis verwenden sowie einen Knopf für manuelle Aktivierung. Die LED zeigt den Akkustatus an. Der Power-Knopf kann auch den Akku ausschalten, sodass er nicht versehentlich aktiviert wird. E-Zigaretten der zweiten Generation haben möglicherweise niedrigere Spannungen, etwa 3,7 V. Geräte mit einstellbarer Spannung können zwischen 3 V und 6 V eingestellt werden.

### Dritte Generation

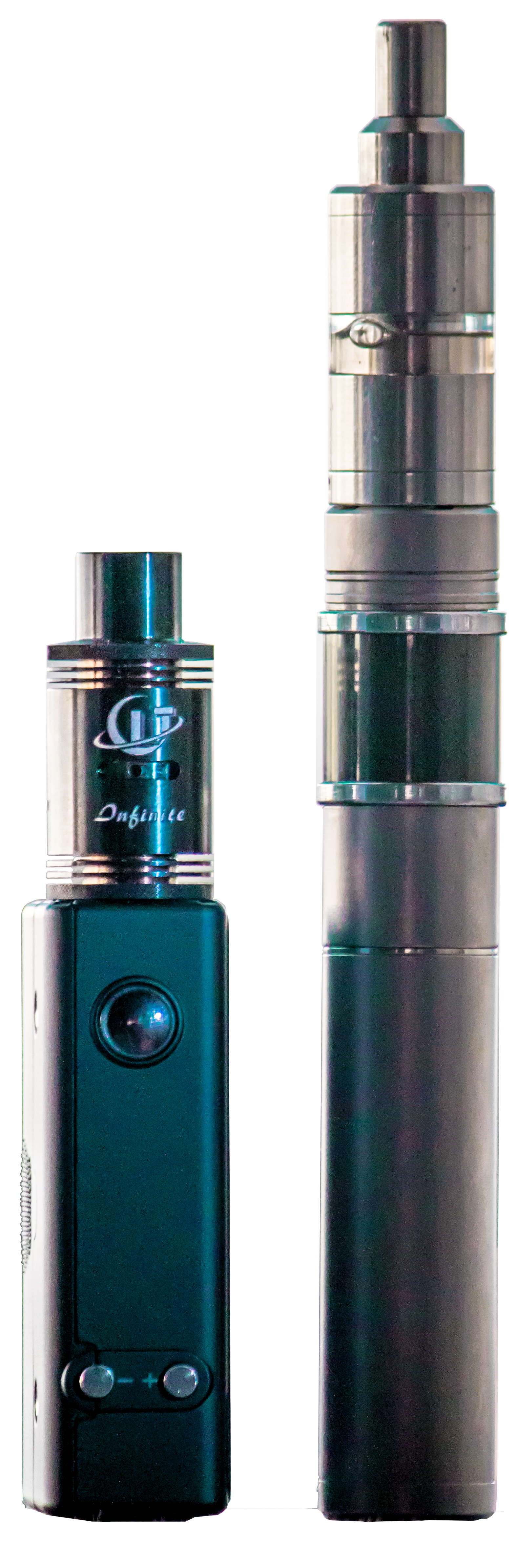

Die dritte Generation begann im Jahr 2013; sie umfasste mechanische Mods und Geräte mit variabler Spannung. Akkuteile werden häufig „Mods“ genannt, in Anlehnung an ihre Vergangenheit, als Benutzermodifikationen üblich waren. Mechanische Mods enthalten keine integrierten Schaltkreise. Sie sind üblicherweise zylindrisch oder kastenförmig, und typische Gehäusematerialien sind Holz, Aluminium, Edelstahl oder Messing. Ein größerer „Box-Mod“ kann größere und manchmal mehrere Akkus aufnehmen.
Mechanische Mods und variable Geräte verwenden größere Akkus als die in früheren Generationen gefundenen. Häufig verwendete Akkugrößen sind 18350, 18490, 18500 und 18650. Der Akku ist oft entfernbar, sodass er gewechselt werden kann, wenn er leer ist. Der Akku muss entfernt und extern aufgeladen werden.
Variable Geräte ermöglichen das Einstellen von Wattzahl, Spannung oder beidem. Diese haben oft einen USB-Anschluss zum Aufladen; einige können während des Ladens verwendet werden, genannt „Durchgangs“-Funktion.
Der Stromteil kann zusätzliche Optionen wie Bildschirmanzeige, Unterstützung für eine breite Palette von internen Akkus und Kompatibilität mit verschiedenen Arten von Atomizern enthalten. Geräte der dritten Generation können wiederaufbaubare Atomizer mit unterschiedlichen Wickelmaterialien haben. Diese Wiederaufbaubaren verwenden handgefertigte Coils, die im Atomizer installiert werden können, um die Dampfproduktion zu erhöhen. Hardware in dieser Generation wird manchmal modifiziert, um die Leistung oder den Geschmack zu erhöhen.
Die größeren Akkuteile, die verwendet werden, ermöglichen auch, dass größere Tanks angebracht werden können, die mehr E-Liquid aufnehmen können. Aktuelle Geräte können bis zu 8 V erreichen, was das E-Liquid deutlich mehr erhitzt als frühere Generationen.

### Vierte Generation

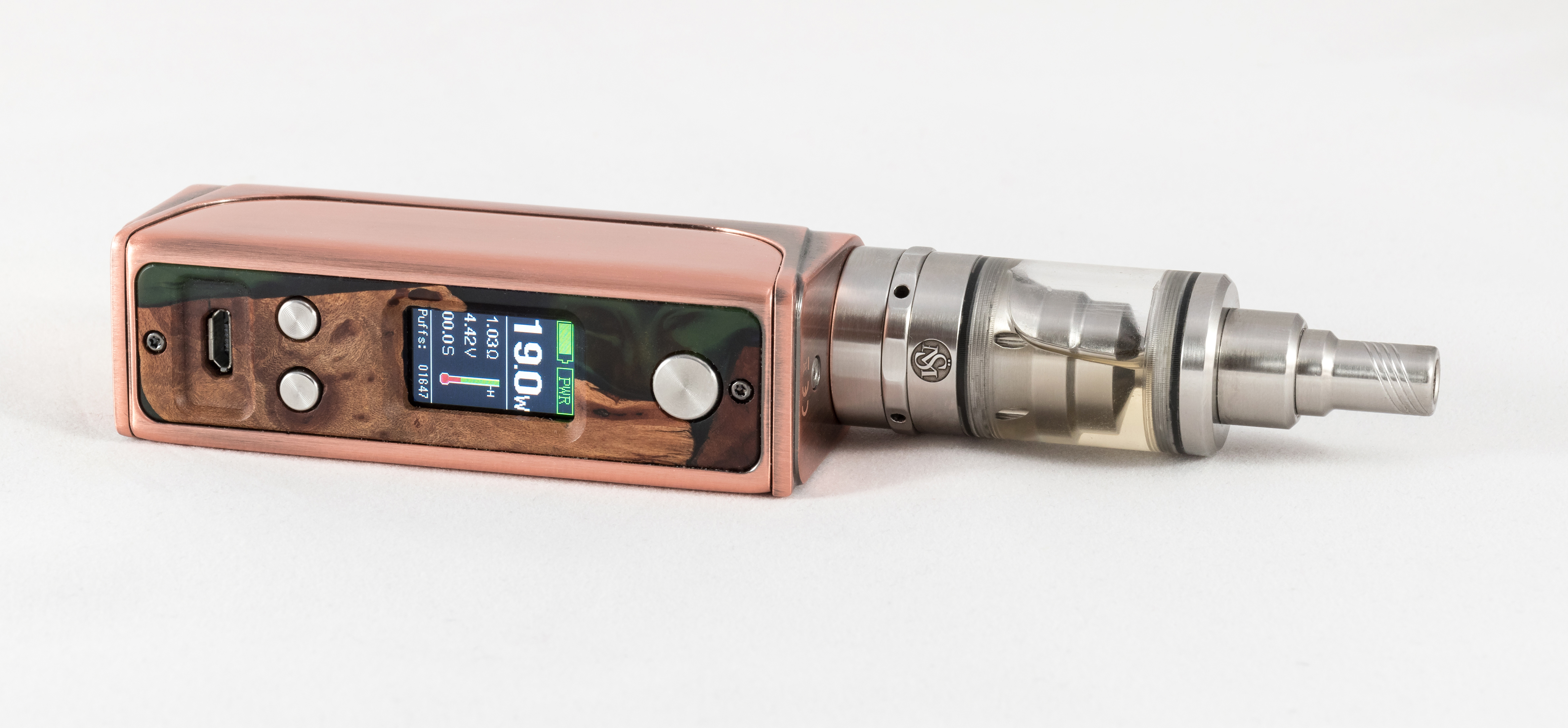

Eine vierte Generation E-Zigarette wurde 2014 in den Vereinigten Staaten verfügbar. E-Zigaretten der vierten Generation können aus Edelstahl und Pyrexglas hergestellt werden und enthalten sehr wenig Plastik. Zur vierten Generation gehören Sub-Ohm-Tanks und Geräte mit Temperaturregelung. Der E-Zigarettenbenutzer kann große Zugvolumen einatmen, was zu einem signifikanten Verbrauch von E-Liquid pro Zug führt. Normalerweise verwendet von erfahrenen E-Zigarettenbenutzern.

### Fünfte Generation
Die letzte Generation wird hauptsächlich von Einweg-E-Zigaretten dominiert. Einweg-Vapes sind eine Art von E-Zigarette, die zum einmaligen Gebrauch bestimmt und dann weggeworfen werden. Sie bestehen normalerweise aus einem Plastik- oder Metallrohr, das eine vorgefüllte Kartusche mit E-Liquid und eine Batterie enthält. Sie haben keine Knöpfe oder Schalter, werden aber durch Einatmen aktiviert. Einweg-Vapes sind beliebt bei jungen Leuten und Rauchern, die das Vapen ausprobieren möchten, ohne in ein wiederverwendbares Gerät zu investieren. Allerdings bergen sie auch Umwelt- und Gesundheitsrisiken, da sie eine große Menge an Abfall erzeugen und hohe Nikotinmengen sowie schädliche Chemikalien enthalten können.
Die bekannteste Marke von Einweg-Vapes ist Elf Bar, die zu einem der beliebtesten Vaping-Produkte im Vereinigten Königreich und anderen Märkten geworden ist. Der Elf-Bar-Verkauf stieg stark an, mit einem Wachstum von 883 % zwischen Mai 2021 und Mai 2022 bei einigen Händlern.

## Atomizer und Tank

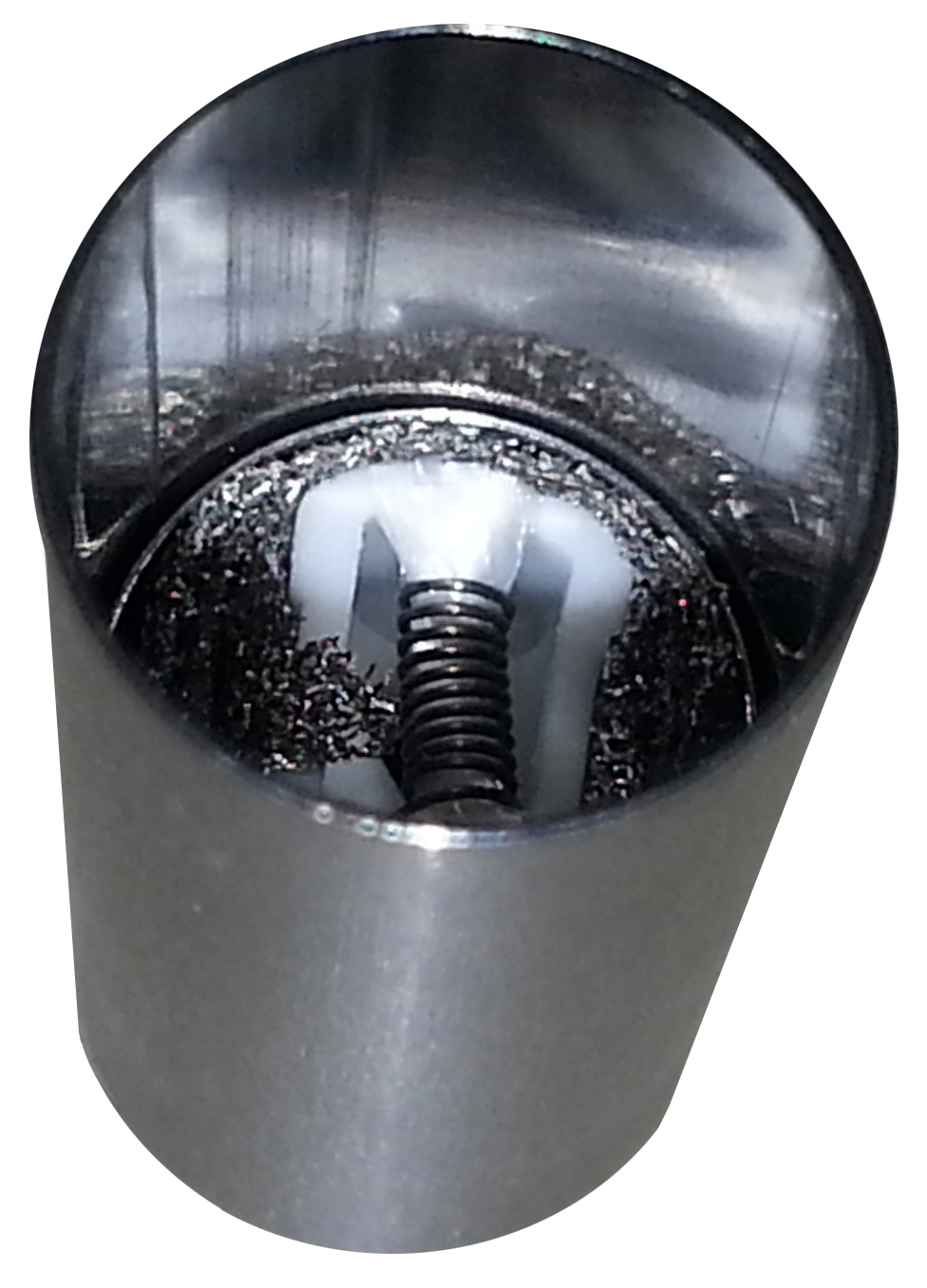

Ein Atomizer besteht aus einem kleinen Heizelement, das E-Liquid verdampft, und einem Dochtmaterial, das E-Liquid auf den Coil zieht. Zusammen mit einer Batterie und E-Liquid ist der Atomizer die Hauptkomponente jedes persönlichen Verdampfers. Wenn aktiviert, erhitzt sich der Widerstandscoil und verdampft das E-Liquid, die dann vom Benutzer eingeatmet wird.
Der elektrische Widerstand des Coils, die Spannungsausgabe des Geräts, der Luftstrom des Atomizers und die Effizienz des Dochtes beeinflussen alle den Dampf, der aus dem Atomizer kommt. Sie beeinflussen auch die Dampfmenge oder das erzeugte Volumen.
Atomizercoils aus Kanthal haben normalerweise Widerstände, die von 0,4 Ω (Ohm) bis 2,8 Ω variieren. Coils mit niedrigerem Ohm haben eine erhöhte Dampfproduktion, können aber Brandgefahr und gefährliche Akkufehler bergen, wenn der Benutzer nicht ausreichend über elektrische Prinzipien und deren Bezug zur Akkusicherheit informiert ist.
Dochtmaterialien variieren von einem Atomizer zum anderen. Wiederaufbaubare oder „Do it yourself“-Atomizer können Silika, Baumwolle, Rayon, poröse Keramik, Hanf, Bambusgarn, oxidiertes Edelstahlgeflecht und sogar Drahtseilkabel als Dochtmaterialien verwenden.

### Cartomizers

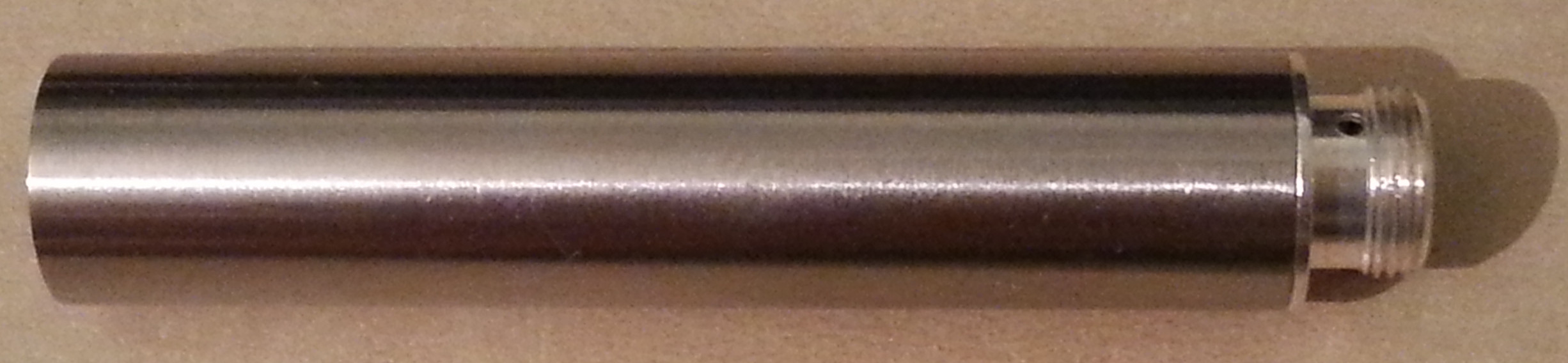

Ein „Cartomizer“ (ein Kofferwort aus Cartridge und Atomizer.) oder „Carto“ besteht aus einem Atomizer, der von einem e-liquidgetränkten Poly-Schaum umgeben ist, der als E-Liquid-Halter fungiert. Sie können bis zu 3 Coils haben und jeder Coil wird die Dampfproduktion erhöhen. Der Cartomizer wird normalerweise verworfen, wenn das E-Liquid anfängt, verbrannt zu schmecken, was normalerweise geschieht, wenn die E-Zigarette mit einem trockenen Coil aktiviert wird oder wenn der Cartomizer ständig überschwemmt (gluckernd) wird, aufgrund von Sedimentation des Dochtes. Die meisten Cartomizer sind nachfüllbar, auch wenn sie nicht als solche beworben werden.
Cartomizer können allein oder in Verbindung mit einem Tank verwendet werden, der eine größere E-Liquid-Kapazität ermöglicht. Für diese Kombination wurde das Kofferwort „Cartotank“ geprägt. Wenn sie in einem Tank verwendet werden, wird der Cartomizer in ein Plastik-, Glas- oder Metallrohr eingesetzt und Löcher oder Schlitze müssen auf den Seiten des Cartomizers gestanzt werden, damit das E-Liquid den Coil erreichen kann.

### Clearomizers

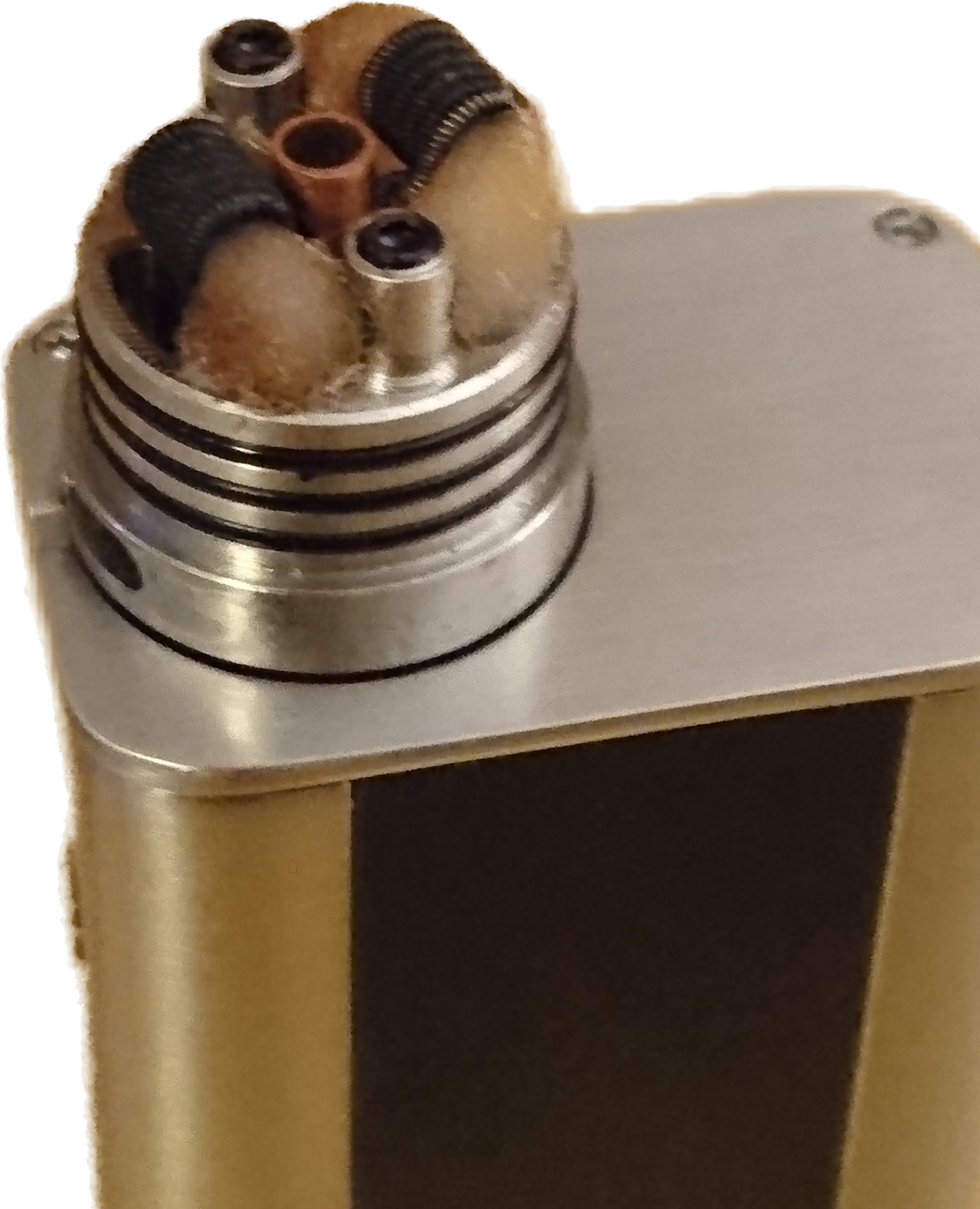

Clearomizers wurden 2009 erfunden und haben ihren Ursprung im Design der Cartomizers. Sie enthalten das Dochtmaterial, der E-Liquidtank und der Atomizercoil in einer einzigen durchsichtigen Komponente. Dies ermöglicht es dem Benutzer, den E-Liquidstand im Gerät zu überwachen. Clearomizers oder „Clearos“ ähneln den Cartotanks, da ein Atomizer in den Tank eingesetzt wird. Es gibt verschiedene Dochtsysteme, die in Clearomizers verwendet werden. Einige verlassen sich auf die Schwerkraft, um das E-Liquid zum Docht- und Coilensemble zu bringen (zum Beispiel Clearomizers mit Coils an der Unterseite), und andere hängen von der Kapillarwirkung ab oder bis zu einem gewissen Grad davon, dass der Benutzer das E-Liquid beim Umgang mit dem Clearomizer bewegt (Clearomizers mit Coils an der Oberseite). Die Coils und Dochte befinden sich normalerweise in einer vom Benutzer austauschbaren vorgefertigten Baugruppe oder „Kopf“.
Clearomizers werden mit einstellbarer Luftstromkontrolle hergestellt. Die Tanks können aus Kunststoff oder Borosilikatglas bestehen. Manche E-Liquid-Aromen sind dafür bekannt, Kunststoff-Clearomizer-Tanks zu beschädigen.

### Wiederbefüllbare Atomizers
Ein wiederbefüllbarer Atomizer (RBA) ist ein Atomizer, der es dem Benutzer ermöglicht, den Docht und den Coil selbst zusammenzubauen oder „zu bauen“, anstatt sie durch fertige Atomizer-„Köpfe“ zu ersetzen. Sie gelten allgemein als fortgeschrittene Geräte. Sie ermöglichen es dem Benutzer auch, Atomizers mit jedem gewünschten elektrischen Widerstand zu bauen.
Diese Atomizers sind in zwei Hauptkategorien unterteilt; wiederbefüllbare Tank-Atomizers (RTAs) und wiederbefüllbare Tröpfel-Atomizers (RDAs).

### Wiederbefüllbare Tank-Atomizers
RTAs haben einen Tank, um E-Liquid zu halten, die vom Docht aufgenommen wird. Sie können bis zu 4 ml E-Liquid aufnehmen. Der Tank kann aus Kunststoff, Glas oder Metall bestehen. Eine Form von Tank-Atomizers waren die Genesis-Stil-Atomizers. Sie können Keramikdochte, Edelstahlgeflecht oder Seil als Dochtmaterial verwenden. Der Stahldocht muss oxidiert werden, um das Überspringen des Coils zu verhindern. Ein anderer Typ ist der Sub-Ohm-Tank. Diese Tanks haben wiederbefüllbare oder RBA-Kits. Sie können auch Coil Köpfe mit 0,2 Ohm, 0,4 Ohm und 0,5 Ohm verwenden. Diese Coil Köpfe können aus Edelstahlcoils bestehen.

### Wiederbefüllbare Tröpfel-Atomizers
RDAs sind Atomizers, bei denen das E-Liquid direkt auf den Coil und den Docht geträufelt wird. Die übliche Nikotinstärke von E-Liquids, die in RDAs verwendet werden, beträgt 3 mg und 6 mg. In RDAs verwendete E-Liquids neigen dazu, mehr pflanzliches Glycerin zu enthalten. Ein vollständig gesättigter Docht kann bis zu 10–20 Züge ermöglichen. Sie bestehen typischerweise nur aus einem Atomizer-„Baudeck“, üblicherweise mit drei Pfosten mit gebohrten Löchern, die eine oder mehrere Coils aufnehmen können. Der Benutzer muss den Atomizer manuell feucht halten, indem er E-Liquid auf das nackte Docht- und Coilensemble träufelt, daher ihr Name.

### Widerstandselemente
Kanthal-Draht wird in RDAs, RBAs, RTAs sowie in Clearomizers, Tanks und Cartomizers verwendet. Nickel- oder Titandraht kann für die Temperaturkontrolle verwendet werden.

#### Squonk Mods
Die Ursprünge eines Squonk-Mod-Bottom-Feeding-Systems gehen bis ins Jahr 2009 zurück. Ein Mitglied des E-Cigarette Forums (ECF) namens „Carlos49“ wird weitgehend damit credited, den ersten im Handel erhältlichen Squonker entwickelt zu haben. Squonk-Mods unterscheiden sich in ihrer Bauweise von anderen Mod-Boxen. Squonk-Mods haben einen 510-Anschluss, der mit der Verwendung einer E-Liquid-Flasche im Mod modifiziert wurde. Der Benutzer drückt eine E-Liquid-Flasche durch eine Öffnung im Gerät, um E-Liquid durch einen Schlauch in den angebrachten Atomizer zu schicken. Überschüssige E-Liquid geht zurück in die Flasche, wenn sie losgelassen wird.

### Pod-Mods

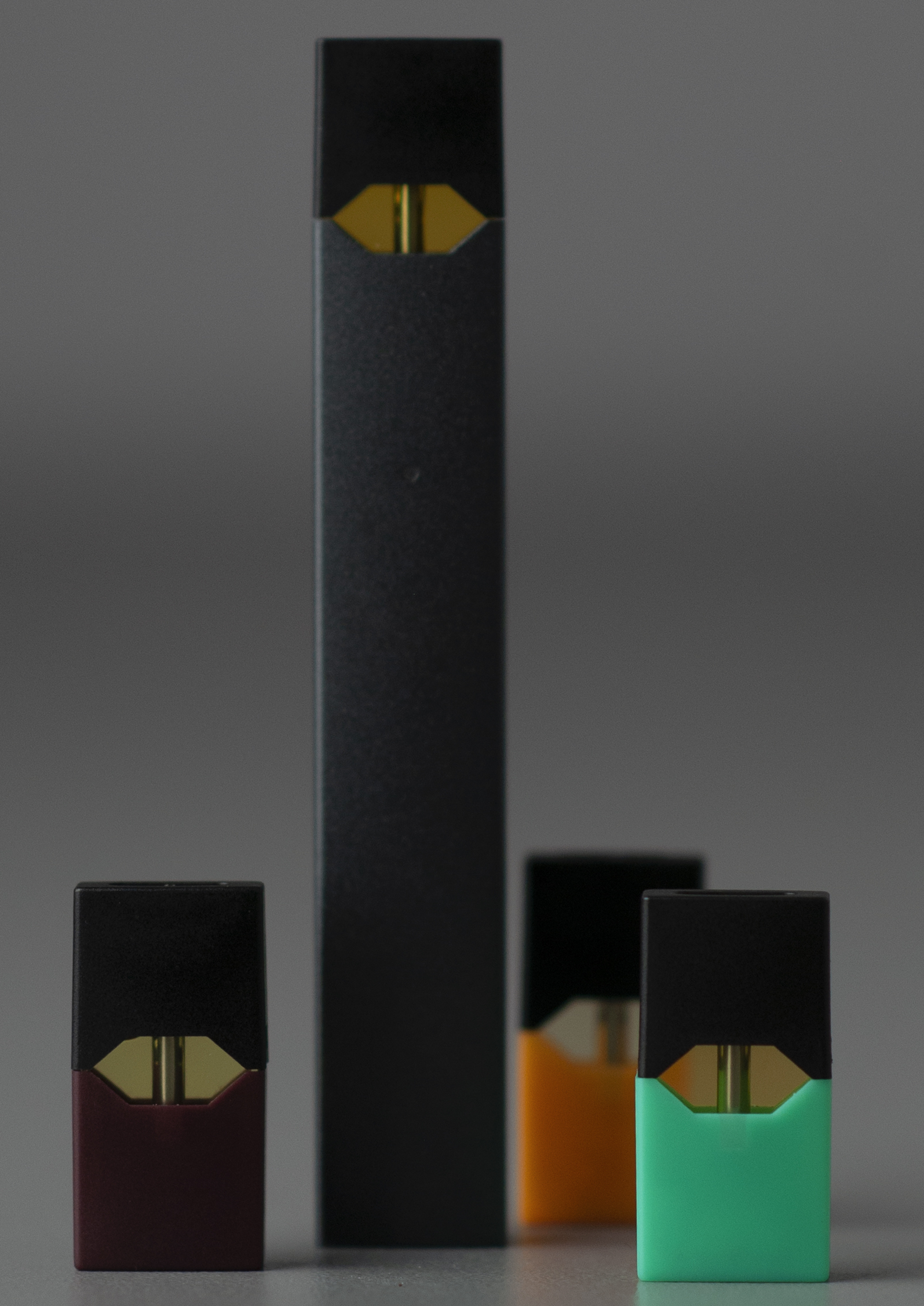

Pod-Mods erhitzen ein E-Liquid, die Nikotin, Aromen und andere Inhaltsstoffe enthält, und erzeugen dadurch ein Aerosol. Pod-Mods sind leicht, tragbar, klein und wiederverwendbar. Pod-Mods erfordern kein Drücken eines Knopfes. Ein Pod-Mod benötigt keine große Einarbeitungszeit. Bei den meisten Pod-Mods können Benutzer einfach ihre neue Packung öffnen, einen Pod in das Gerät einsetzen und mit dem Dampfen beginnen. Sie werden über einen USB-Anschluss aufgeladen. Es gibt zahlreiche Pod-Mods auf dem Markt und es gibt viele Arten von Pod-Mods.
Die drei Kategorien für die verschiedenen Arten von Pod-Mods sind ein offenes System, ein geschlossenes System oder solche, die beides verwenden. Pod-Mods gibt es in verschiedenen Farben und Geschmacksrichtungen. Viele Geräte verlassen sich auf austauschbare E-Liquid-Pods, die Propylenglykol, Glycerin, Benzoesäure, Nikotin und künstliche Aromen enthalten können. Einige Pod-Mods können nachfüllbar sein, mit Geschmacksrichtungen wie Baumwollzucker, Donut-Creme und Gummibärchen. Pod-Mods, die Tetrahydrocannabinol (THC), die primäre psychoaktive Chemikalie von Cannabis, enthalten, werden verkauft.
Pod-Mods können wie USB-Sticks, Handys, Kreditkartenhalter und Textmarker aussehen. Da Pod-Mods klein sind und weniger Aerosol erzeugen, lassen sie sich leicht verstecken. Es gibt Pod-Mods, die in der Handfläche einer Person versteckt werden können. Spätere Generationen von Pod-Mods sind klein wie ein Sharpie-Stift. Pod-Mods kosten etwa die Hälfte im Vergleich zu größeren E-Zigaretten.
Die neueste Generation von E-Zigaretten, „Pod-Produkte“, wie Juul, haben den höchsten Nikotingehalt (59 mg/ml), in protonierter Salzform, anstatt der freien Base von Nikotin, die in früheren Generationen zu finden war, was es für weniger erfahrene Benutzer leichter macht, sie zu inhalieren. Pod-Mods liefern höhere Nikotinmengen als reguläre E-Zigaretten. Ein Nikotin-Pod entspricht in Bezug auf Nikotin ungefähr einer Packung herkömmlicher Zigaretten. Auf den Produkten steht, dass die Pods 59 mg/ml Nikotin enthalten, aber die Level können erheblich höher sein, wie z. B. 75 mg/ml Nikotin. Einige Pod-Mods enthielten höhere Nikotinmengen als Juul, die bis zu 6,5 % betrugen. Im Juni 2015 stellte Juul ein Pod-Mod-Gerät vor. British American Tobacco sagte 2018 zu The Verge, dass „sie seit 2012 in unserem Vuse E-Liquid in den USA enthalten sind.“
Die Forschung zu Nikotinsalzen ist begrenzt. Tests zeigen, dass die Pod-Mods Juul, Bo, Phix und Sourin Nikotinsalze in einer Lösung mit Propylenglykol und Glycerin enthalten. Eine Nikotinbasis und eine schwache Säure wie Benzoesäure oder Levulinsäure werden verwendet, um ein Nikotinsalz zu bilden. Benzoesäure ist die am häufigsten verwendete Säure, um ein Nikotinsalz zu erzeugen. Eine freie Basen-Nikotinlösung mit einer Säure verringert den pH-Wert, was es möglich macht, höhere Nikotinlevel ohne Reizung des Halses zu liefern. Nikotinsalze sollen das Niveau und die Rate der Nikotinzufuhr zum Benutzer verstärken.
Die Geschwindigkeit der Aufnahme von Nikotinsalzen in den Körper ist nahe an der Geschwindigkeit der Nikotinaufnahme von traditionellen Zigaretten. Nikotinsalze sind weniger scharf und weniger bitter, und als Konsequenz sind E-Liquids, die Nikotinsalze enthalten, tolerierbarer, selbst mit hohen Nikotinkonzentrationen. Traditionelle Zigaretten liefern hohe Nikotinlevel, aber mit dem schlechten Geschmack des Rauchens. Pod-Mods hingegen können hohe Nikotinlevel liefern, ohne das negative Raucherlebnis.

## Leistung

### Geräte mit variabler Leistung und Spannung
Variable Geräte bieten variable Wattzahlen, variable Spannung oder beides. Geräte mit variabler Leistung und/oder variabler Spannung verfügen über einen elektronischen Chip, der es dem Benutzer ermöglicht, die an das Heizelement angelegte Leistung anzupassen. Die Menge der auf den Coil angewendeten Leistung beeinflusst die erzeugte Hitze, wodurch sich die Dampfausgabe ändert. Mehr Hitze von des Coils erhöht die Dampfproduktion. Geräte mit variabler Leistung überwachen den Widerstand des Coils und passen automatisch die Spannung an, um die vom Benutzer festgelegte Leistung auf den Coil anzuwenden. Aktuelle Geräte können bis zu 8 V erreichen.
Sie sind oft rechteckig, können aber auch zylindrisch sein. Sie haben normalerweise einen Bildschirm, der Informationen wie Spannung, Leistung und Widerstand des Coils anzeigt. Um die Einstellungen anzupassen, drückt der Benutzer Tasten oder dreht an einem Zifferblatt, um die Leistung zu erhöhen oder zu verringern. Einige dieser Geräte enthalten zusätzliche Einstellungen in ihrem Menüsystem, wie: Widerstandsmesser für den Zerstäuber, verbleibende Batteriespannung, Zugzähler und Ausschalten oder Verriegeln. Die Stromquelle ist die größte Komponente einer E-Zigarette, die häufig eine wiederaufladbare Lithium-Ionen-Batterie ist.
Kleinere Geräte enthalten kleinere Batterien und sind leichter zu tragen, benötigen aber in der Regel häufigeres Nachladen. Einige E-Zigaretten verwenden eine langlebige wiederaufladbare Batterie, eine nicht wiederaufladbare Batterie oder eine austauschbare Batterie, die entweder wiederaufladbar oder nicht wiederaufladbar ist. Einige Unternehmen bieten tragbare Ladetaschen an, um E-Zigaretten aufzuladen. Nickel-Cadmium (NiCad), Nickel-Metallhydrid (NiMh), Lithium-Ionen (Li-Ion), Alkaline und Lithium-Polymer (Li-Poly) sowie Lithium-Mangan (LiMn) Batterien wurden als Stromquelle für E-Zigaretten verwendet.

### Temperaturkontrollgeräte
Geräte mit Temperaturkontrolle ermöglichen es dem Benutzer, die Temperatur einzustellen. Es gibt eine vorhersehbare Änderung des Widerstands eines Coils, wenn sie erhitzt wird. Die Widerstandsänderungen sind unterschiedlich für verschiedene Arten von Drähten und müssen einen hohen Temperaturkoeffizienten des Widerstands haben. Die Temperaturregelung erfolgt durch Erkennen dieser Widerstandsänderung, um die Temperatur abzuschätzen und die Spannung an des Coils entsprechend dieser Schätzung anzupassen.
Nickel, Titan, NiFe-Legierungen und bestimmte Sorten von Edelstahl sind gängige Materialien für Drähte in der Temperaturkontrolle. Der am häufigsten verwendete Draht, Kanthal, kann nicht verwendet werden, da er unabhängig von der Coiltemperatur einen stabilen Widerstand aufweist. Nickel war der erste verwendete Draht, da er den höchsten Koeffizienten der gängigen Metalle hat.
Die Temperatur kann in Celsius oder Fahrenheit eingestellt werden. Die Steuerplatinen DNA40 von Evolv und SX350J von YiHi werden in Temperaturkontrollgeräten verwendet. Die Temperaturkontrolle kann das Verbrennen von trockenen Dochten oder das Überhitzen von E-Liquid verhindern.

### Mechanische Geräte
Mechanische PVs oder mechanische „Mods“, oft als „Mechs“ bezeichnet, sind Geräte ohne integrierte Schaltkreise, elektronischen Batterieschutz oder Spannungsregulierung. Sie werden durch einen Schalter aktiviert. Sie verlassen sich auf die natürliche Spannungsausgabe der Batterie, und das Metall, aus dem der Mod besteht, wird oft als Teil des Stromkreises selbst verwendet.
Der Begriff „Mod“ wurde ursprünglich anstelle von „Modifikation“ verwendet. Benutzer würden vorhandene Hardware modifizieren, um eine bessere Leistung zu erzielen, und als Alternative zu den E-Zigaretten, die wie herkömmliche Zigaretten aussahen. Benutzer würden auch andere nicht verwandte Gegenstände wie Taschenlampen als Batteriefächer modifizieren, um Zerstäuber zu betreiben. Das Wort Mod wird oft verwendet, um die meisten persönlichen Verdampfer zu beschreiben.
Mechanische PVs haben keine Leistungsregelung und sind ungeschützt. Daher ist es die Verantwortung des Benutzers sicherzustellen, dass die Batterie nicht übermäßig entladen wird und dass der Widerstand des Zerstäubers innerhalb der Sicherheitsgrenzen der Batterie für den elektrischen Strom liegt.

## E-Liquid für E-Zigaretten

### Zusammensetzung

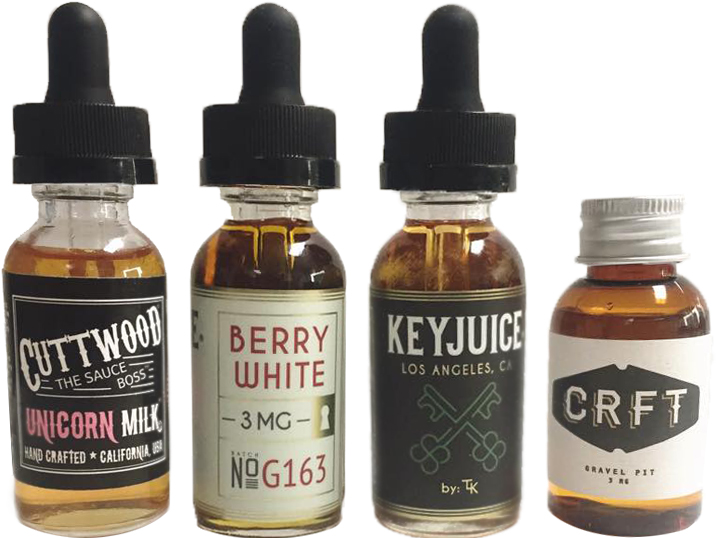

E-Liquid für E-Zigaretten, E-Cig Liquid, E-Liquid, Saft, Dampfsaft, Vape-Saft Dampfsaft, Dampfflüssigkeit, Dampfsaft, E-Saft, E-Fluid or vape oil oder Vape-Öl ist die Mischung, die in Verdampfungsprodukten einschließlich E-Zigaretten verwendet wird. Da E-Zigaretten in vielen Ländern nicht reguliert sind, kann sich die Zusammensetzung des E-Liquids oft ändern. Es gibt eine große Variabilität in den Formulierungen von E-Liquids aufgrund des schnellen Wachstums und Änderungen in den Herstellungsdesigns von E-Zigaretten. Die Zusammensetzung des E-Liquids für Zusätze wie Nikotin und Aromen variiert über und innerhalb von Marken. E-Liquids gibt es in vielen Varianten, einschließlich unterschiedlicher Nikotinstärken und vieler verschiedener Aromen.
Die Hauptbestandteile sind Propylenglykol, Glycerin und Aromastoffe; und meistens auch Nikotin in flüssiger Form. Das E-Liquid besteht typischerweise aus einer Gesamtmenge von 95 % Propylenglykol und Glycerin, und die verbleibenden 5 % aus Aromen, Nikotin und anderen Zusatzstoffen. Die am häufigsten verwendeten E-Liquid-Lösungsmittel sind Propylenglykol und Glycerin. Aromastoffe können Menthol, Zucker, Ester und Pyrazine enthalten.
Aromakomponenten umfassen Eukalyptol, Kampfer, Methylsalicylat, Pulegon, Ethylsalicylat, Zimtaldehyd, Eugenol, Diphenylether, Cumarin, Diacetyl, Acetoin, 2,3-Pentandion, Cyclohexanon, Benzaldehyd, Kresol, Butyraldehyd und Isoamylacetat. Zucker werden häufig in E-Liquids verwendet, um einen süßen Geschmack zu erzeugen. Diacetyl, Acetoin und 2,3-Pentandion werden für butterartige Aromatisierung verwendet. Kampfer und Cyclohexanon werden für minzige Aromatisierung verwendet. Benzaldehyd wird für Kirsch- oder Mandelaromatisierung verwendet. Zimtaldehyd wird für Zimtaromatisierung verwendet. Kresol wird für ledrige oder medizinische Aromatisierung verwendet.
Butyraldehyd wird für Schokoladenaromatisierung verwendet. Isoamylacetat wird für Bananenaromatisierung verwendet. E-Liquids mit den Namen Kaffee, Tee, Schokolade oder Energy Drinks enthalten typischerweise Koffein in Mengen, die erheblich geringer sind als in vergleichbaren Nahrungsmitteln. E-Liquids sind auch mit Vitaminen oder Cannabis-Aromen erhältlich. Bestimmte E-Zigaretten (Mods) sind erhältlich, die nicht nur E-Liquids, sondern auch Kräuter, Öle oder Früchte verdampfen lassen. Dualfunktionsgeräte können sowohl Konzentrate als auch E-Liquids mit mehreren Liquidtanks handhaben.
E-Liquid kann mit oder ohne Nikotin hergestellt werden, wobei mehr als 90 % der E-Liquids irgendeine Stufe von Nikotin enthalten. Das am häufigsten verwendete Trägergrundchemikalie ist Propylenglykol mit oder ohne Glycerin. E-Liquid mit Glycerin und Wasser, hergestellt ohne Propylenglykol, wird ebenfalls verkauft. Es gibt E-Liquids, die ohne Propylenglykol, Nikotin, oder Aromen verkauft werden. E-Liquids, die THC oder andere Cannabinoide enthalten, werden ebenfalls verkauft. Bestimmte Arten von E-Liquids enthalten eine kleine Menge Alkohol. Die Menge an Alkohol in E-Liquids variiert, und es gibt Fälle, in denen er nicht als Inhaltsstoff angegeben wurde.
Es ist ungewiss, ob das in E-Liquid verwendete Nikotin mit einem US-Pharmacopeia-Grad-Nikotin, einem Tabakpflanzen- oder Tabakstaubextrakt oder einem synthetischen Nikotin hergestellt wird. Die meisten E-Liquid für E-Zigaretten enthalten Nikotin, aber der Nikotingehalt variiert je nach Benutzerpräferenz und Herstellern. Obwohl einige E-Liquids nikotinfrei sind, zeigen Umfragen, dass 97 % der Befragten Produkte verwenden, die Nikotin enthalten. Etwa 3,5 % der Benutzer verwenden E-Liquid ohne Nikotin. Ein E-Zigaretten-Benutzer verwendete ungefähr drei Aromen. Eine Studie aus dem Jahr 2016 zeigte, dass messbare Mengen an Arsen, Nickel und anderen Metallen in E-Liquids enthalten waren.
Über 80 Chemikalien wie Formaldehyd und metallische Nanopartikel wurden in der E-Liquid gefunden. E-Liquids enthalten typischerweise Nikotin, Propylenglykol, Glycerin, 1,3-Butandiol, 1,3-Propandiol, Ethylenglykol, Menthol, Safrol, Ethylvanillin, Kampfer, α-Thujon, Cumarin und Diethylenglykol, nach einer Überprüfung aus dem Jahr 2017. E-Liquid kann eine Reihe von Toxinen enthalten und kann Verunreinigungen aufweisen. Eine Studie aus dem Jahr 2013 fand heraus, dass die getesteten E-Liquids bis zu fünfmal so hohe zulässige Höchstgrenzen an Verunreinigungen enthielten. E-Liquids wurden gefunden, um niedrige Gehalte einiger in Tabakrauch gefundenen Toxine sowie kleine Konzentrationen von Karzinogenen zu enthalten.
2009 analysierte die FDA Proben von E-Liquid-Kartuschen, die tabakspezifische Nitrosamine (TSNAs), Diethylenglykol (in einer E-Zigaretten-Kartusche nachgewiesen), Cotinin, Anabasin, Myosmin und Beta-Nicotyrin enthielten. Die TSNAs N-Nitrosonornicotin (NNN), 4-(Methylnitrosamino)-1-(3-pyridyl)-1-butanon (NNK), N-Nitrosoanabasin und Nitrosoanatabin wurden in fünf Proben von E-Liquidtanks von zwei Unternehmen in Mengen festgestellt, die vergleichbar mit denen in Nikotinersatzprodukten sind, laut den Ergebnissen der FDA-Analyse. TSNAs wurden in einem breiten Bereich von Konzentrationen gefunden. TSNAs, die in Tabakrauch vorhanden sind, wurden auch in E-Liquids gefunden, in unterschiedlichen Mengen, in Spuren.
Studien aus dem Jahr 2013 an anderen E-Liquids hatten kein Diethylenglykol nachgewiesen. Die Mehrheit der analysierten E-Liquids enthielt NNN von 0,34 bis 60,08 µg/L und NNK von 0,22 bis 9,84 µg/L. Die FDA hat mehrere E-Zigaretten-Unternehmen verwarnt, weil sie E-Kartuschen und Nachfülllösungen verkauften, die aktive pharmazeutische Inhaltsstoffe wie Rimonabant (Zimulti) zur Gewichtsabnahme und zur Verringerung der Rauchsucht sowie Tadalafil (der Wirkstoff in Cialis) zur Steigerung der sexuellen Leistungsfähigkeit enthielten. FDA-Analysen dieser E-Kartuschen und Lösungen zeigten das Vorhandensein von Amino-Tadalafil und nicht Tadalafil sowie das Vorhandensein eines oxidativen Produkts von Rimonabant, sowie Rimonabant selbst.
Das E-Liquid enthält oft andere, dem Benutzer unbekannte und/oder nicht offengelegte Substanzen. Der genaue Ursprung der Inhaltsstoffe des E-Liquids ist oft unklar. Wenn Inhaltsangaben auf der Verpackung angegeben werden, sind sie in der Regel unvollständig. Eine Kontamination mit verschiedenen Verbindungen in E-Liquids ist das Ergebnis schlechter Qualitätskontrolle. In einigen als 'nikotinfrei' gekennzeichneten E-Liquids wurden Nikotin und TSNAs gefunden. Angaben zum Nikotingehalt auf Etiketten einiger E-Liquid-Unternehmen können vage, ungenau oder fehlend sein. In E-Liquids wurden geringe Mengen an Anthracen, Phenanthren, 1-Methyl-Phenanthren und Pyren gefunden. Diethylenglykol, Ethylenglykol, Kohlenwasserstoffe, Ethanol, Terpenverbindungen und Aldehyde, insbesondere Formaldehyd und Acrolein wurden im E-Liquid gefunden. Diethylenglykol ist ein mögliches Nebenprodukt von Propylenglykol.
Eine Studie aus dem Jahr 2014 zeigte, dass E-Liquids eines bestimmten Herstellers größere Mengen Ethylenglykol als Glycerin oder Propylenglykol enthielten, was wahrscheinlich das Ergebnis unsachgemäßer Herstellungsmethoden war. Einige E-Liquids enthielten Rückstände von Lösungsmitteln wie 1,3-Butadien, Cyclohexan und Aceton. Einige E-Liquids enthalten Tabakalkaloide wie Nornicotine, Anabasin oder Anatabin und TSNAs wie N-Nitrosonornicotin (NNN), 4-(Methylnitrosamin)-1-(3-pyridyl)-1-butanon (NNK), Nitrate und Phenol. Tabakalkaloide, die in einigen E-Liquids identifiziert wurden, fanden sich nicht auf der Inhaltsstoffliste. Geringe Mengen flüchtiger organischer Verbindungen (VOCs) wie Benzol, Toluol, Xylol und Styrol wurden im E-Liquid gefunden. Diethylphthalat und Diethylhexylphthalat wurden in E-Liquids gefunden. Einige E-Liquids enthalten Zinn-„Whisker“, mikroskopische Kristalle, die von Zinn in den Lötstellen stammen.

### Gehalt an Aldehyden in E-Liquid
| Unternehmen     | Code   | Formaldehyd | Acetaldehyd | Propionaldehyd | Crotonaldehyd | Butyraldehyd | Benzaldehyd | Hexaldehyd |
| --------------- | ------ | ----------- | ----------- | -------------- | ------------- | ------------ | ----------- | ---------- |
| LOD             |        | 0.060       | 0.030       | 0.043          | 0.053         | 0.077        | 0.035       | 0.036      |
| Janty           | H60339 | 0.497       | 0.728       | 0.043          | <0.053        | <0.077       | <0.035      | <0.036     |
| Ecigexpress     | H60346 | 0.161       | 1.74        | <0.043         | <0.053        | 0.186        | 0.160       | <0.036     |
| Vapor4Life      | H60349 | 0.776       | 0.507       | 0.089          | <0.053        | 0.217        | 40.0        | <0.036     |
| Totally Wicked  | H60352 | 0.532       | 0.129       | <0.043         | <0.053        | <0.077       | 0.821       | <0.036     |
| Sedansa         | H60355 | 0.813       | 1.25        | 0.167          | <0.053        | 0.164        | <0.035      | <0.036     |
| Johnson Creek   | H60360 | 0.356       | 2.58        | 0.122          | <0.053        | <0.077       | 0.291       | <0.036     |
| TECC            | H60364 | 0.467       | 0.235       | <0.043         | <0.053        | <0.077       | 0.078       | <0.036     |
| Intellicig      | H60369 | 0.114       | 4.05        | 0.083          | <0.053        | <0.077       | 0.581       | <0.036     |
| e-cigarettes.fr | H60370 | 0.257       | 0.413       | <0.043         | <0.053        | <0.077       | 0.104       | 0.068      |
| CigLib          | H60373 | 0.274       | 0.421       | <0.043         | <0.053        | <0.077       | 0.035       | 0.089      |
| V2 Cigs         | H60374 | 0.411       | 0.332       | 0.045          | <0.053        | <0.077       | 0.146       | 0.115      |
| e-liquide.com   | H60375 | 9.00        | 3.14        | <0.043         | <0.053        | <0.077       | 0.145       | 0.100      |
| Tasty Vapor     | H60376 | 3.52        | 2.37        | <0.043         | <0.053        | <0.077       | 305         | 0.532      |
| e-cig.com       | H60379 | 0.226       | 0.393       | 0.047          | <0.053        | <0.077       | 0.062       | 0.132      |

∗In einer Untersuchung aus dem Jahr 2013 wurden insgesamt 42 Flaschen mit E-Liquids getestet.

### Inhalt
Das E-Liquid wird in Flaschen, vorgefüllten Einwegkartuschen oder als Kit zum Selbermachen von E-Liquids verkauft. E-Liquids werden mit verschiedenen Tabak-, Frucht- und anderen Geschmacksrichtungen hergestellt, sowie in variablen Nikotinkonzentrationen (einschließlich nikotinfreier Versionen). Die Standardnotation „mg/ml“ wird oft auf Etiketten verwendet, um die Nikotinkonzentration anzugeben, und wird manchmal zu „mg“ abgekürzt. Einige Aromen sind so gestaltet, dass sie den in traditionellen Zigaretten verwendeten Geschmacksrichtungen wie Tabak und Menthol-Tabak ähneln. Erwachsene bevorzugen im Allgemeinen süße Geschmacksrichtungen (obwohl Raucher den Tabakgeschmack am meisten mögen) und lehnen Geschmacksrichtungen ab, die Bitterkeit oder Schärfe hervorrufen. Junge Erwachsene bevorzugen insgesamt süße, Menthol- und Kirschgeschmacksrichtungen, während Nichtraucher besonders Kaffee- und Mentholgeschmacksrichtungen bevorzugen.
In Umfragen unter regelmäßigen E-Zigaretten-Nutzern waren die beliebtesten E-Liquids solche mit einem Nikotingehalt von 18 mg/ml, und die bevorzugten Geschmacksrichtungen waren hauptsächlich Tabak, Minze und Frucht. Männer neigen dazu, Geschmacksrichtungen mit Tabak zu bevorzugen, während Frauen eher Schokolade oder süße Aromen bevorzugen. Die beliebtesten Geschmacksrichtungen unter regelmäßigen E-Zigaretten-Nutzern, die in einer britischen Umfrage von 2017 berichtet wurden, waren Frucht, Tabak und Menthol/Minze. Die Umfrage ergab auch, dass 2,6 % der regelmäßigen E-Zigaretten-Nutzer keine Aromen verwendeten. Eine Studie aus dem Jahr 2013, die 33 Länder untersuchte, fand heraus, dass nur 1 % der erwachsenen Raucher ausschließlich nicht-nikotinhaltige E-Zigaretten verwendeten. Eine Kartusche kann 0 bis 20 mg Nikotin enthalten.
E-Liquids zum Nachfüllen werden häufig in Größen von 15 bis 30 ml verkauft. E-Liquids werden oft in Tropfflaschen verkauft. Eine Kartusche kann typischerweise so lange halten wie eine Packung Zigaretten. Eine Nachfüllflasche kann bis zu 100 mg/ml Nikotin enthalten, das vor Gebrauch verdünnt werden soll. Einige Benutzer, wahrscheinlich aus finanziellen Gründen und aufgrund der Bereitschaft zu experimentieren, entscheiden sich dafür, hausgemachte E-Liquids herzustellen. Ein kleiner Prozentsatz der E-Liquids ohne Aromastoffe wird ebenfalls verkauft. Die Aromastoffe können natürlich oder künstlich sein. Zertifizierte organische E-Liquids werden ebenfalls verkauft. Im Jahr 2014 gab es etwa 8.000 Geschmacksrichtungen. Mehr als 15.500 Geschmacksrichtungen gab es im Jahr 2018.
Ein Benutzer verbraucht normalerweise nicht eine ganze Kartusche in einer einzigen Sitzung. Die meisten E-Liquids werden von einigen wenigen Herstellern in China, den USA und Europa produziert. Ein E-Zigaretten-Nutzer erhält in der Regel 300 bis 500 Züge pro ml E-Liquid. Eine Umfrage aus dem Jahr 2017 ergab, dass 62,2 % der täglichen E-Zigaretten-Nutzer angaben, weniger als 4 ml täglich zu verwenden, und 1,5 % mehr als 10 ml täglich verwendeten. 18,1 % der täglichen E-Zigaretten-Nutzer waren sich nicht über die Menge des von ihnen verwendeten E-Liquids bewusst.

### Herstellung
E-Liquids werden von vielen Herstellern sowohl in den USA als auch weltweit hergestellt. Erstklassige Hersteller verwenden Laborkleidung, Handschuhe, Haarabdeckungen, in zertifizierten Reinräumen mit Luftfiltration ähnlich wie in pharmazeutischen Produktionsbereichen.

### Standards
Die Herstellungsanforderungen für E-Liquids gemäß den Regeln der US-amerikanischen Lebensmittel- und Arzneimittelbehörde (FDA) umfassen das Melden von Benutzergebühren-Informationen, das Zahlen von Benutzergebühren, das Registrieren ihrer Einrichtung und das Einreichen einer Liste von Produkten, einschließlich Kennzeichnung und Werbung, das Einreichen von Gesundheitsdokumenten, das Einreichen von Inhaltsstofflisten, das Aufnehmen erforderlicher Warnhinweise auf Verpackungen und Werbungen, das Einreichen von Mengen schädlicher und potenziell schädlicher Bestandteile und das Einreichen eines Antrags für ein Tabakprodukt mit modifiziertem Risiko. Die Überarbeitung der EU-Tabakproduktrichtlinie hat einige Standards für E-Liquids.
Standards für die Herstellung von E-Liquids wurden von der American E-Liquid Manufacturing Standards Association (AEMSA) erstellt, einer Handelsvereinigung, die sich der Schaffung verantwortungsvoller und nachhaltiger Standards für die sichere Herstellung von E-Liquids in Verdampfungsprodukten widmet. AEMSA hat eine umfassende Liste von Standards und bekanntesten Methoden veröffentlicht, die offen für die Verwendung durch jeden E-Liquid-Hersteller zur Verfügung stehen. Die AEMSA-Standards umfassen Nikotin, Inhaltsstoffe, hygienische Herstellungsräume, sichere Verpackungen, Altersbeschränkungen und Kennzeichnungen. AEMSA-Richtlinien empfehlen, dass die Nikotinspiegel in E-Liquids innerhalb von ±10 % der auf dem Etikett angegebenen Mengen liegen sollten.

### Regulierung
Seit dem 8. August 2016 wird ein Unternehmen, das E-Liquids mischt oder zubereitet, unter den FDA-Regeln als Tabakprodukt-Hersteller reguliert. Unter derselben Regulierung wird ein Unternehmen, das E-Liquids verkauft, als Tabakhändler reguliert. Unternehmen, die importieren oder versuchen, in die USA zu importieren, müssen sich an den Federal Food, Drug, and Cosmetic Act halten. Die FDA-Regelung von 2016 schloss die Regulierung von E-Zigaretten-Aromen nicht ein. Industriestandards wurden von der American E-liquid Manufacturing Standards Association (AEMSA) erstellt und veröffentlicht. Die Befugnis der FDA zur Regulierung von E-Liquids wurde im Mai 2016 angekündigt. Die FDA hat versucht, E-Liquid 2014 durch den Family Smoking Prevention and Tobacco Control Act zu regulieren, der im Juni 2009 in Kraft trat. Im April 2014 veröffentlichte die FDA ihre „Deeming“-Vorschläge zur öffentlichen Kommentierung, die die Herstellung von E-Liquids umfassen würden.
Hersteller von E-Liquid im Vereinigten Königreich müssen der Regierung über den Inhalt jedes E-Liquids informieren. Die EU-Tabakproduktrichtlinie erfordert, dass E-Liquids 6 Monate vor ihrem Verkauf getestet werden.
Die Tabakproduktrichtlinie in der EU begrenzt den Verkauf von E-Liquid. Es darf nur in 10-ml-Flaschen verkauft werden, die eine kindersichere Verschlusskappe haben müssen. Sie müssen vor dem Verkauf bei der Medicines and Healthcare products Regulatory Agency vorregistriert sein. Es gibt auch eine Begrenzung des Nikotingehalts, was bedeutet, dass die Nikotinstärke eines E-Liquids 20 mg/ml (2,0 %) nicht überschreiten darf. E-Liquids zum Nachfüllen in der EU mit mehr als 20 mg/ml Nikotin dürfen mit vorheriger Genehmigung durch die pharmazeutische Regulierung verkauft werden.
Seit Januar 2020 hat die Food and Drug Administration neue Vorschriften für den Geschmack von E-Liquids erlassen. Sie verbieten Unternehmen, irgendwelche Säfte oder vorgefüllte Pods herzustellen, die fruchtige oder minzige Geschmacksrichtungen enthalten. Diese Einschränkung verbot auch Geschäften, E-Liquids mit fruchtigen oder minzigen Geschmacksrichtungen zu verkaufen, die aus einem anderen Land importiert worden sein könnten.

### Nikotinausbeute
Beim Rauchen einer herkömmlichen Zigarette werden zwischen 0,5 und 1,5 mg Nikotin freigesetzt, aber der Nikotingehalt der Zigarette korreliert nur schwach mit den Nikotinspiegeln im Blutstrom des Rauchers. Die Menge an Nikotin im Aerosol der E-Zigarette variiert stark, entweder von Zug zu Zug oder zwischen Geräten desselben Unternehmens. In der Praxis erreichen E-Zigaretten-Nutzer tendenziell niedrigere Blut-Nikotinkonzentrationen als Raucher, insbesondere wenn die Nutzer unerfahren sind oder Erstgenerationsgeräte verwenden. Nikotin im Zigarettenrauch wird schnell in den Blutkreislauf aufgenommen, während das Aerosol der E-Zigarette in dieser Hinsicht relativ langsam ist.
Das Dampfen liefert typischerweise eine geringere Menge an Nikotin pro Zug als das Rauchen von Zigaretten. E-Liquids enthalten Nikotin in verschiedenen Stärken. Von keinem Nikotin bis zu 36 mg/ml. Im Durchschnitt enthält eine normale Zigarette 6–28 mg Nikotin, oder der Nutzer inhaliert etwa 1,1 bis 1,8 mg Nikotin, wenn nur ein Teil verwendet wird. Im Durchschnitt enthält eine E-Zigarette 0,5–15,4 mg Nikotin pro 15 Zügen. In der Praxis ist die Nikotinkonzentration in einem E-Liquid kein verlässlicher Leitfaden für die Menge an Nikotin, die den Blutkreislauf erreicht.